# دومینگو زالدوا
دومینگو زالدوا (انگلیسی: Domingo Zaldúa؛ ۱۰ ژوئیه ۱۹۰۳ – ۱۷ ژوئن ۱۹۸۶) بازیکن فوتبال اهل اسپانیا بود.
از باشگاه‌هایی که در آن بازی کرده‌است می‌توان به باشگاه فوتبال رئال سوسیداد اشاره کرد.
وی همچنین در تیم ملی فوتبال اسپانیا بازی کرده‌است.